# Правогорочная
Правогорочная — деревня в Устьянском районе Архангельской области.

## География
Находится в южной части Архангельской области на расстоянии приблизительно 59 км на север-северо-восток по прямой от административного центра района поселка Октябрьский на правом берегу реки Устья.

## История
В 1859 году здесь (деревня Горочная Вельского уезда Вологодской губернии) было учтено 16 дворов. Позднее деревня разделилась на левобережную и правобережную часть. До 2022 года входила в состав Плосского сельского поселения до его упразднения.

## Население
Численность населения: 109 человек (1859 год), 1 (русские 100 %) в 2002 году, 0 в 2010.